# Porto Robur Costa Ravenne
Ne pas confondre avec Porto Ravenne Volley, autre club de volley-ball de Ravenne.
Maillots
Le Gruppo Sportivo Porto Robur Costa (connu également sous les noms de différents sponsors principaux au cours de son existence) est un club de volley-ball basé à Ravenne (Italie) qui a été fondé en 2013, à partir de la fusion de plusieurs clubs de la ville. Il évolue au plus haut niveau national (Serie A1).

## Historique
- 1946 : création de la section volley-ball créée à l'initiative d'Angelo Costa (futur entraineur de l'équipe nationale d'Italie)
- 1946 : Le Gruppo Sportivo Robur remporte le premier championnat d'Italie
- 1954 : Le club renonce à participer au championnat national
- 1964 : Le GS Robur retrouve la série A pour deux saisons
- 2006 : Fusion avec l'Associazione Sportiva Pallavolo Angelo Costa Ravenna pour former le GS Robur Angelo Costa
- 2011 : Le club est promu en série A1
- 2013 : fusion avec le Porto Ravenne Volley, le club prend le nom de GS Porto Robur Costa Ravenna

### Sponsoring
- 2013-2015 : CMC Ravenna
- 2015-2016 : CMC Romagna
- 2016- : Bunge Ravenna

## Historique des logos

Logo du GS Robur Angelo Costa de 2006 à 2013
Logo depuis 2013

## Résultats sportifs

### Palmarès
| Compétitions nationales | Compétitions internationales                     |
| - Néant                 | - Challenge Cup masculine (1) - Vainqueur : 2018 |

### Saison par saison
| Saison    | Championnat | Championnat | Championnat | Championnat | Championnat | Championnat | Championnat | Championnat | Coupe d'Italie | Supercoupe d'Italie | Coupe d'Europe | Coupe d'Europe | Coupe d'Europe | Autres | Autres |
| Saison    | Division    | Niveau      | Phase I     | Pts         | M           | V           | D           | Play-offs   | Coupe d'Italie | Supercoupe d'Italie | Niveau         | Coupe          | Tour           | Coupe  | Tour   |
| --------- | ----------- | ----------- | ----------- | ----------- | ----------- | ----------- | ----------- | ----------- | -------------- | ------------------- | -------------- | -------------- | -------------- | ------ | ------ |
| 2013-2014 | Serie A1    | 1           | 9e/12       | 23          | 22          | 8           | 14          | -           | -              | -                   | -              | -              | -              | -      | -      |
| 2014-2015 | Superlega   | 1           | 7e/13       | 24          | 35          | 11          | 13          | 1/4 de f.   | 1/4 de f.      | -                   | 3              | Challenge Cup  | 1/2 f.         | -      | -      |
| 2015-2016 | Superlega   | 1           | 9e/12       | 22          | 22          | 7           | 15          | -           | -              | -                   | -              | -              | -              | -      | -      |
| 2016-2017 | Superlega   | 1           | 9e/14       | 32          | 26          | 10          | 16          | -           | 1/8e de f.     | -                   | -              | -              | -              | -      | -      |
| 2017-2018 | Superlega   | 1           | 8e/14       | 41          | 26          | 14          | 12          | 1/4 de f.   | 1/4 de f.      | -                   | 3              | Challenge Cup  | Vainqueur      | -      | -      |
| 2018-2019 | Superlega   | 1           | 10e/14      | 27          | 26          | 9           | 17          | -           | -              | -                   | -              | -              | -              | -      | -      |
| 2019-2020 | Superlega   | 1           | 6e/13       | 26          | 21          | 9           | 12          | -           | 1/4 de f.      | -                   | -              | -              | -              | -      | -      |
| 2020-2021 | Superlega   | 1           | En cours    |             |             |             |             |             | 1/4 de f.      | -                   | -              | -              | -              | -      | -      |

## Joueurs et personnalités du club

### Entraîneurs
Le tableau suivant présente la liste des entraîneurs du club depuis 2016.
| Rang | Nom               | Période   |
| ---- | ----------------- | --------- |
| 1    | Marco Bonitta     | 2013-2014 |
| 2    | Waldo Kantor      | 2014-2016 |
| 3    | Fabio Soli        | 2016-2018 |
| 4    | Gianluca Graziosi | 2018-2019 |
| 5    | Marco Bonitta     | 2019-     |

### Joueurs emblématiques
- Julien Lyneel
- Kévin Tillie
- Benjamin Toniutti